# Moussa Sow
Moussa Sow (ur. 19 stycznia 1986 w Mantes-la-Jolie) – piłkarz senegalski grający na pozycji napastnika. Posiada także obywatelstwo francuskie.

## Kariera klubowa
Sow urodził się we Francji w rodzinie pochodzenia senegalskiego. Karierę rozpoczął w amatorskim klubie FC Mantes, a w latach 2002–2003 trenował w młodzieżowej drużynie Amiens SC. Następnie trafił do Stade Rennais FC i tam też kontynuował swoją karierę. W 2003 wywalczył mistrzostwo Francji z rezerwami Rennes. Z kolei w 2006 powtórzył ten sukces. W międzyczasie 23 października 2004 zadebiutował w Ligue 1 w wygranym 3:1 domowym spotkaniu z FC Metz, gdy w 87. minucie zmienił Alexandra Freia. W początkowych sezonach zaliczał jednak pojedyncze występy i do lata 2007 rozegrał łącznie 25 spotkań.
Następnie Sow został wypożyczony do drugoligowego CS Sedan. 17 września 2007 zaliczył dla tego klubu swoje pierwsze spotkanie, przegrane 1:2 na wyjeździe z FC Nantes. W całym sezonie był podstawowym zawodnikiem Sedanu i zdobył dla tego klubu 6 goli w lidze.
W 2008 Sow wrócił do Rennes i stworzył atak z Mickaëlem Pagisem oraz Jimmym Briandem. W zespole tym spędził dwa sezony po czym przeszedł do Lille OSC. Zadebiutował w nim w spotkaniu ze swoim byłym klubem – Rennes, w którym strzelił jednego gola. Szybko wywalczył miejsce w podstawowym składzie i stał się czołowym zawodnikiem Lille.
W styczniu 2012 za 13 milionów euro przeniósł się do Turcji, gdzie podpisał 4,5-letni kontrakt z Fenerbahçe SK. W 2015 odszedł do Al-Ahli Dubaj, a w 2016 został wypożyczony do Fenerbahçe.
W latach 2017–2018 był zawodnikiem Shabab Al-Ahli Dubaj, skąd w 2018 został wypożyczony do Bursasporu.
28 stycznia 2019 podpisał kontrakt z tureckim klubem Gazişehir Gaziantep FK, umowa do 30 czerwca 2020.
| Sezon   | Klub             | Kraj                         | Rozgrywki               | Mecze | Bramki | Rozgrywki Europy   | Mecze | Bramki |
| ------- | ---------------- | ---------------------------- | ----------------------- | ----- | ------ | ------------------ | ----- | ------ |
| 2004/05 | Stade Rennais FC | Francja                      | Ligue 1                 | 3     | 0      | -                  | -     | -      |
| 2005/06 | Stade Rennais FC | Francja                      | Ligue 1                 | 7     | 0      | Liga Europy UEFA   | 2     | 0      |
| 2006/07 | Stade Rennais FC | Francja                      | Ligue 1                 | 14    | 0      | -                  | -     | -      |
| 2007/08 | Stade Rennais FC | Francja                      | Ligue 1                 | 2     | 0      | -                  | -     | -      |
| 2007/08 | CS Sedan (wyp.)  | Francja                      | Ligue 2                 | 30    | 6      | -                  | -     | -      |
| 2008/09 | Stade Rennais FC | Francja                      | Ligue 1                 | 32    | 9      | Liga Europy UEFA   | 5     | 1      |
| 2009/10 | Stade Rennais FC | Francja                      | Ligue 1                 | 24    | 3      | -                  | -     | -      |
| 2010/11 | Lille OSC        | Francja                      | Ligue 1                 | 36    | 25     | Liga Europy UEFA   | 8     | 1      |
| 2011/12 | Lille OSC        | Francja                      | Ligue 1                 | 18    | 6      | Liga Mistrzów UEFA | 6     | 3      |
| 2011/12 | Fenerbahçe SK    | Turcja                       | Süper Lig               | 12    | 7      | -                  | -     | -      |
| 2012/13 | Fenerbahçe SK    | Turcja                       | Süper Lig               | 31    | 15     | -                  | -     | -      |
| 2013/14 | Fenerbahçe SK    | Turcja                       | Süper Lig               | 30    | 15     | -                  | -     | -      |
| 2014/15 | Fenerbahçe SK    | Turcja                       | Süper Lig               | 33    | 14     | -                  | -     | -      |
| 2015/16 | Fenerbahçe SK    | Turcja                       | Süper Lig               | 2     | 1      | -                  | -     | -      |
| 2015/16 | Al-Ahli Dubaj    | Zjednoczone Emiraty Arabskie | UAE Arabian Gulf League | 24    | 13     | -                  | -     | -      |
| 2016/17 | Fenerbahçe SK    | Turcja                       | Süper Lig               | 25    | 12     | -                  | -     | -      |

## Kariera reprezentacyjna
W latach 2005–2007 Sow wystąpił w 19 meczach reprezentacji Francji U-19. W 2005 wywalczył z nią mistrzostwo Europy U-19. W 2008 zdecydował się reprezentować Senegal i zadebiutował wówczas w tej drużynie.